# Мярді (Риуге)
Мярді (ест. Märdi) — село в Естонії, входить до складу волості Риуге, повіту Вирумаа.